# أوميا-كو (سايتاما)

بلدة أوميا-كو تبع مدينة سايتاما

أوميا-كو (باليابانية: 大宮区) ، هي بلدة كبيرة تبع مدينة سايتاما ، وكانت اسمها سابقاً أوميا.

## وصلات خارجية
- Bonsai in Japan - Omiya Bonsai Village